# 오스만 칼리파
오스만 칼리파는 오스만 제국을 통치한 역대 칼리파들의 목록이다.

## 목록
| 대수 | 초상화          | 이름           | 생몰년도        | 재위시작                 | 재위 종료                | 관계                  |
| --- | --------------- | -------------- | --------------- | ------------------------ | ------------------------ | --------------------- |
| 1대 |                 | 셀림 1세       | 1465년 ~ 1520년 | 1517년 1월 22일          | 1520년 9월 22일          | 바예지드 2세의 아들   |
| 2대 |                 | 쉴레이만 1세   | 1494년 ~ 1566년 | 1520년 9월 22일          | 1566년 9월 6일           | 셀림 1세의 아들       |
| 3대 |                 | 셀림 2세       | 1524년 ~ 1574년 | 1566년 9월 6일           | 1574년 12월 12일         | 쉴레이만 1세의 아들   |
| 4대 |                 | 무라트 3세     | 1546년 ~ 1595년 | 1574년 12월 12일         | 1595년 1월 15일          | 셀림 2세의 아들       |
| 5대 |                 | 메흐메트 3세   | 1566년 ~ 1603년 | 1595년 1월 15일          | 1603년 12월 22일         | 무라트 3세의 아들     |
| 6대 |                 | 아흐메트 1세   | 1590년 ~ 1617년 | 1603년 12월 22일         | 1617년 11월 22일         | 메흐메트 3세의 아들   |
| 7대 |                 | 무스타파 1세   | 1592년 ~ 1639년 | 1617년 11월 22일         | 1618년 2월 26일 (퇴위됨) | 메흐메트 3세의 아들   |
| 7대 | 1622년 5월 20일 | 무스타파 1세   | 1592년 ~ 1639년 | 1623년 9월 10일 (퇴위됨) |                          | 메흐메트 3세의 아들   |
| 8대 |                 | 오스만 2세     | 1604년 ~ 1622년 | 1618년 2월 26일          | 1622년 5월 20일          | 아흐메트 1세의 아들   |
| 9대 |                 | 무라트 4세     | 1612년 ~ 1640년 | 1623년 9월 10일          | 1640년 2월 9일           | 아흐메트 1세의 아들   |
| 10대 |                 | 이브라힘 1세   | 1615년 ~ 1648년 | 1640년 2월 9일           | 1648년 8월 8일 (퇴위됨)  | 아흐메트 1세의 아들   |
| 11대 |                 | 메흐메트 4세   | 1642년 ~ 1693년 | 1648년 8월 8일           | 1687년 11월 8일 (퇴위됨) | 이브라힘 1세의 아들   |
| 12대 |                 | 쉴레이만 2세   | 1642년 ~ 1691년 | 1687년 11월 8일          | 1691년 6월 23일          | 이브라힘 1세의 아들   |
| 13대 |                 | 아흐메트 2세   | 1643년 ~ 1695년 | 1691년 6월 23일          | 1695년 2월 6일           | 이브라힘 1세의 아들   |
| 14대 |                 | 무스타파 2세   | 1664년 ~ 1703년 | 1695년 2월 6일           | 1703년 8월 22일 (귈위함) | 메흐메트 4세의 아들   |
| 15대 |                 | 아흐메트 3세   | 1673년 ~ 1736년 | 1703년 8월 22일          | 1730년 10월 1일 (귈위함) | 메흐메트 4세의 아들   |
| 16대 |                 | 마흐무트 1세   | 1696년 ~ 1754년 | 1730년 10월 2일          | 1754년 12월 13일         | 무스타파 2세의 아들   |
| 17대 |                 | 오스만 3세     | 1699년 ~ 1757년 | 1754년 12월 14일         | 1757년 10월 30일         | 무스타파 2세의 아들   |
| 18대 |                 | 무스타파 3세   | 1717년 ~ 1774년 | 1757년 10월 30일         | 1774년 1월 21일          | 아흐메트 3세의 아들   |
| 19대 |                 | 압뒬하미트 1세 | 1725년 ~ 1789년 | 1774년 1월 21일          | 1789년 4월 7일           | 아흐메트 3세의 아들   |
| 20대 |                 | 셀림 3세       | 1761년 ~ 1808년 | 1789년 4월 7일           | 1807년 5월 29일 (퇴위됨) | 무스타파 3세의 아들   |
| 21대 |                 | 무스타파 4세   | 1779년 ~ 1808년 | 1807년 5월 29일          | 1808년 7월 28일 (퇴위됨) | 압뒬하미트 1세의 아들 |
| 22대 |                 | 마흐무트 2세   | 1785년 ~ 1839년 | 1808년 7월 28일          | 1839년 7월 1일           | 압뒬하미트 1세의 아들 |
| 23대 |                 | 압뒬메지트 1세 | 1823년 ~ 1861년 | 1839년 7월 1일           | 1861년 6월 25일          | 마흐무트 2세의 아들   |
| 24대 |                 | 압뒬라지즈     | 1830년 ~ 1876년 | 1861년 6월 25일          | 1876년 5월 30일 (퇴위됨) | 마흐무트 2세의 아들   |
| 25대 |                 | 무라트 5세     | 1840년 ~ 1904년 | 1876년 5월 30일          | 1876년 8월 31일 (퇴위됨) | 압뒬메지트 1세의 아들 |
| 26대 |                 | 압뒬하미트 2세 | 1842년 ~ 1918년 | 1876년 8월 31일          | 1909년 4월 27일 (퇴위됨) | 압뒬메지트 1세의 아들 |
| 27대 |                 | 메흐메트 5세   | 1844년 ~ 1918년 | 1909년 4월 27일          | 1918년 7월 3일           | 압뒬메지트 1세의 아들 |
| 28대 |                 | 메흐메트 6세   | 1861년 ~ 1926년 | 1918년 7월 3일           | 1922년 11월 1일 (퇴위됨) | 압뒬메지트 1세의 아들 |
| 28대 |                 | 압뒬메지트 2세 | 1868년 ~ 1944년 | 1922년 11월 18일         | 1924년 3월 3일 (퇴위됨)  | 압뒬아지즈의 아들     |
| 1922년 오스만 제국이 해체되면서 술탄제도 잇따라 폐지되었고, 2년 뒤인 1924년에 칼리파제 역시 폐지되었다. 그러나 명목상으로는 1937년까지 튀르키예 대국민의회가 칼리파를 겸하였다. 이후 무스타파 케말 아타튀르크의 집권으로 칼리파제는 튀르키예에서 종말을 고하였다. |                 |                |                 |                          |                          |                       |